# 麥可·林德
麥可·約翰·林德（英語： /ˈrɪndər/ ；1955年4月10日—2025年1月5日）是一位澳大利亚裔美国人，曾任總部位於美國的国际山达基教会和海洋機構的高级主管。自1982年至2007年，林德曾担任宗教技術中心的理事會成員，同時兼任教會秘密警察部門特別事務辦公室的执行主任，负责监督山達基教會在全球層面的公司、法律和公共关系事务。
林德在2007年离开了山达基教。自那时起，他開始談論山达基领袖大衛·密斯凱維吉以及他本人對教會工作人員所施加的身心虐待，並解釋虐待是如何根植於山達基的文化中。 2016年至2019年，他作爲艾美奖获奖A&E纪录片系列《莉亚·雷米尼：山达基教及其后果》（Leah Remini: Scientology and the Aftermath。）的聯合主持人。 2020年，他和雷米尼重聚，推出了播客《山达基：公平游戏》（Scientology: Fair Game）。2022年9月，他出版了回忆录，名为《十亿年：我逃离山达基最高层的生活》。 

## 山达基職業生涯

### 早年
林德于1955年4月10日出生于南澳大利亚的阿德莱德 ，父母分別是伊恩·林德和芭芭拉·林德。当他五岁时，他的父母开始对山达基教产生兴趣，全家隨後开始参加澳大利亚山达基国际教会中心的活动。
2006年，林德在接受《滚石》杂志采访时表示，他在澳洲維多利亞州禁止山达基教期间遭受了歧视：“你不能拥有山达基教的书籍……如果你有，你就必须把它们藏起来，因为如果警察来找到它们，他们会把它们没收。” 

### 加入海洋機構
高中毕业之後，18歲的林德加入了海洋机构的“阿波羅號”，該艘船當時是海洋机构和山达基教的总部。他是海军准将信使组织的早期成员，并迅速晋升为特別事務辦公室负责人。

### 特别事务办公室
作为特別事務辦公室的执行主任（executive director），林德担任山达基教的首席发言人和媒体代表长达25年，直到2005年大卫·密斯凯维吉命令汤米·戴维斯（Tommy Davis）取而代之 。该办公室负责监督教会的公共关系和法律问题，以及处理“对成员行为的内部调查” ，外部稱其爲秘密警察組織。
根据 2016年《滚石》杂志对莉亚·雷米尼纪录片系列《山达基及其后果》第二集的回顾，林德谈到了他的立场：
如果教會認為某人是敵人，需要讓他閉嘴或滅口，那就是我的工作，我就去做......。包括每天24小時跟蹤，讓人在他們門外紮營，在網路上中傷，跟蹤他們到任何地方，我就是那個 [做這些事的人] 。
林德列举了此项义务的具体例子，称他曾亲自前往英國伦敦阻止电影《山达基与我》的主持人、记者约翰·斯威尼（John Sweeney）参加一场电影首映式，并试图“尽其所能地诋毁斯威尼”。

## 脱离山达基教
在经历了多年来自教會領袖大衛·密斯凱維吉及其执法人员的殴打等虐待， :333 :237,264-7 ，并且在被关进“黑洞”两年多之后，林德“突然被从监狱里叫出来，并被派往伦敦执行一项任务來捍卫教会，反对约翰·斯威尼的电影”， 《山达基教与我》。2007年3月他为领袖密斯凯维吉辩护，但林德无法阻止该纪录片的播放，密斯凯维吉对此感到不满。结果，林德“被要求前往位于英國萨塞克斯郡的教會设施挖沟渠”，然后被允许返回美国。
林德声称，他在与电影制片人的对峙中突然清醒，整个过程被视频记录了下来。在对话中，他否认了斯威尼的兩點指控，一是他受到密斯凯维吉的虐待，二是被密斯凯维吉命令否认此事。但后来林德意识到斯威尼对他的指控是真實的，而且他无法解释自己否认的原因。此后，他没有前往苏塞克斯报到，而是决定离开山达基教。
林德前往弗吉尼亚州并告诉山达基教官员，他想与妻子谈话並想拿回他的财产。他没有和妻子说话，但收到了一个联邦快递包裹，里面僅有一张5000美元的支票。他的家庭照片没被寄出。林德的官方傳記和資料隨後從山达基教官方網站上被抹去。 

## 对山达基教的批判
离开山达基教后，林德搬到了科罗拉多州的丹佛市，起初他并不打算公开反对该组织；2009年，当位于佛罗里达州的《圣彼得堡时报》第一次邀请他采访时，他拒绝了。然而，在一个月后，两名驻华盛顿的山达基律师未经通知就来到林德家，告诉林德他们知道报社的来访，并询问他透露了什么。 据林德说，这次事件让他再次清醒过来。為他意識到，儘管他拒絕說出真相，但現在卻開始受到山達基「公平遊戲」的恐嚇和騷擾的做法。他决定接受《圣彼得堡时报》的采访，并表示自己之所以站出来，是因为“我不想让人们继续受到伤害、愚弄和謊言”。他談到山達基教會的管理層，以及他一再實施同時也一再遭受的虐待。這些采訪內容後來收錄到報紙的「真相程式」（The Truth Rundown）特刊中。 
从那时起，林德接受了无数记者的采访，并参与了几部有关山达基教的纪录片。 2010年3月，他在CNN頻道的《安德森·库珀 360°》节目中再次向安德森·库珀证实了山达基教内部存在虐待行为的指控。2010年9月28日，他出现在BBC《廣角鏡》系列節目播出的《山达基的秘密》中。2015年，他出现在亚历克斯·吉布尼(Alex Gibney) 执导的 HBO 纪录片《解密山達基》中，该片改编自劳伦斯·赖特 (Lawrence Wright)的书。林德与莉亞·蕾米妮共同主持了A&E纪录片系列《莉亞·蕾米妮：山达基教及其后果》。2022年9月，他出版了一本回忆录，名为《十亿年：我逃离山达基教最高层的生活》。
林德作为海洋机构成员长达46年，并担任特別事務辦公室负责人长达25年，因此对该组织有着深入的了解，向世界揭示了该组织的情况。林德讨论了山达基教会如何回应对该教会的批评，并表示山達基教的歷史上的几起事件震撼了该组织：1986年L·罗恩·贺伯特的去世、1970年代白雪公主行動被揭露、1990年代互联网的兴起、21世纪的行動電話革命以及2010年代社群網路的兴起。这些事件使得教会难以吸引新的追随者并留住现有的信徒，并导致教会采取越来越严厉的措施以确保其生存。 

### 教会针对批评者的行动
据林德介绍，山达基教对付组织内部批评者的两大主要武器是聽析和隔離。一開始，聽析本來是一種心理諮商方式（會員每小時支付超過 500 美元），以獲得山達基的精神利益，但到他離開的時候，他表示這種做法已經淪為審訊和精神控制的工具。不遵守規定的教友會被貼上「壓抑者」的標籤，並與教會的其他成員（包括家人）斷絕關係。 

### 聽析
聽析時使用的裝置稱為電儀表，上面的免責聲明寫著 「它本身沒有任何作用」，但信徒被告知它的功能就像測謊器一樣。邁可·林德、马克·拉斯本（Mark Rathbun）、马克和克莱尔·海德利（Marc, Claire Headley）表示聽析過程是秘密錄音的，其中包括關於湯姆·克魯斯的秘密 ，最初是精神諮詢的形式。
由於許多早期的山達基人對《運作中的希坦III》中人類起源故事的反應，這導致情況有所改變。他們對此故事表示反對，並開始離開教會，也鼓勵其他人離開教會。根據林德的說法，這就是「壓抑者」一詞的由來。

賀伯特在《運作中的希坦 VIII》（1988年發行，也就是賀伯特死後兩年）中預言他死後會像彌賽亞般復臨，以阻止世界末日般的外星人入侵。林德表示，此經文也獲得了類似的反應，許多高階山達基人因此離開組織。根據林德的說法，包括他自己在内的幾乎所有主管，都拒絕相信上述兩項山達基信條，但他們仍繼續訓練教友，讓他們接受這些教義信條是真實的。
在與斯威尼對質之後，林德終於明白，是聽析課程讓他否認斯威尼的指控，儘管他知道這些指控都是真的。他後來發現，他在這些課程中所接受的訓練，是從賀伯特在1955年所寫的一本名為《洗腦》的書中發展出來的。

### 隔離
据林德介绍，自1970年代起，加入山达基教的新信徒人数开始下降，而自 1980年代起，由于退出人数超过新增信徒，总信徒人数也开始下降。由于没有新的山達基人加入该组织，教会越来越依赖于保留现有的追随者。教会的隔離政策是其阻止山达基人脱离教会的主要方式，也是一种情感勒索的机制。与任何像林德那样未经授权离开教會的“泄密者”的所有通信都会立即停止。任何不与離教者断绝关系的山達基人都会被宣布为壓抑者并被逐出教會。
由于山達基人不允许与非山達基人建立社会关系，因此，当他们离开时，他们基本上就失去了与所有社会联系。海洋机构成员离开后会变得甚至更加脆弱，因为他们在经济上也依赖教会。这一政策导致了林德所说的山达基人“俘虏”——這些信徒留下来不是因为忠于教义，而是因为害怕被切断联系——并以莉亚·雷米尼的母亲为例，因为她曾表示，在莉亚离开之前她就想离开山达基，但后来拖延了，因为她不想与其他家人断绝关系 。
林德表示，“驱逐”政策（routing out），或者授权离开的政策，是虚假的。教会表面声称，任何人都可以自愿离开或退出，并且在支付一定费用之後無需擔憂被宣告為「壓抑者」。但是實際上根據政策， 每个離教者都会被宣告，因爲他們离教之後可以訪問互聯網，而且任何与他们保持联系的教友也會因此獲得未经授权的访问权限。
2007年，林德脱离了山达基教，与第一任妻子凯茜（Cathy）在结婚 35年后离婚。由于关系疏远，他与妻子以及他与第一任妻子所生的两个成年子女再也没有联系。 2010年4月，居住在佛罗里达州克利尔沃特的林德在得知儿子被诊断出患有癌症后，试图与同样居住在克利尔沃特的儿子见面，但儿子拒绝见他。教會还拒绝让他进入教堂，他并因此被克利尔沃特警方以非法侵入罪传唤。林德表示，他一生中最大的遗憾是有两个孩子出生在山达基教內，以及在他担任特殊事務辦公室主任期间强制执行了隔離的政策（現在他本人也曾受到过这种政策的约束）。
他表示，21世纪初期社交媒体的兴起使得前山達基人能够相互联系，并为已经离开或想要离开的成员组建支持小组。他认为，媒体对山达基教的持续负面报道是源于隔離的政策。有关山达基教会收取高额费用以及其太空歌剧信仰的报道曾引起争议，但直到前山达基教徒开始在社交媒体上分享他们的故事，讲述由于家庭成员决定离开（或不是山达基教会成员）而导致家庭关系被故意拆散的故事时，山达基教会的描述才变得始终负面。
他表示，2000年代後期社群媒體的興起，讓前山達基人得以彼此聯繫，並為已離開或想要離開的成員組成支援團體。他將媒体对山达基教的负面报道歸功於隔離的政策。有關山達基收取巨額費用的報導和他們的太空歌劇信仰是有爭議的，但不是負面的。直到前山達基人開始透過社群媒體分享他們的親身故事，講述家庭成員決定離教（或決定仍是非信徒）而教會故意以隔離政策的方式拆散家庭，他們的描述才變得持續負面。

### 公平游戏
林德表示，作为特別事務辦公室主任，他的主要职责是运用山达基教的公平游戏策略来保护教会免受批评，这些策略本质上是“恐吓、诽谤、骚扰、抹黑并有效地压制对山达基教的任何批评”。他和另一位離教者、宗教技術中心前负责人马蒂·拉斯本 (Marty Rathbun)通过这些采访透露了这一过程是如何进行的。例如，林德告诉《纽约时报》 ，在林德发现“他真正担心的事情，以及在我们所做的调查中给他带来麻烦的事情”并且他们达成私人和解后，山达基批评家鲍勃·明顿停止了对山达基的批评。林德对自己在那次调查中所扮演的角色感到后悔，并表示在明顿2010年1月去世时，他已将明顿视为朋友。 
两人都表示，这项政策實際上适得其反，因为像约翰·斯威尼这样的受害者選擇公開遭受「公平遊戲」的经历，导致了更多的负面宣传，从而产生了比他们能鎮壓住的更多的批评。林德自己决定公开反对山达基教也是一个例子，尽管离开之後他并没有批评该教会，但因爲自己在成为公平游戏的受害者后，他决定公开反对该教会。 
林德曾多次成为“公平游戏”的受害者，他回忆起有一次，他坐在车里，停在一家医生办公室的停车场，接受英国广播公司记者约翰·斯威尼的电话采访时，“山达基教会位于加州的国际管理团队的五名高级成员围住了他，对他大喊大叫”。由于尖叫声如此之大，斯威尼得以录下这一片段，并随后在 BBC 的《全景》节目《山达基的秘密》中播出了这段录音。 
从1980年代开始，这项政策变得越来越无效，因为它无法阻止前山達基人乔恩·阿塔克 (Jon Atack) 的《一片蓝天》和纪录片《科学教与我》的出版，这最终导致了林德的解職。互联网的普及使得这种政策变得更加无效，因为信息可以匿名上传，而任何能上网的人都可以查看。
林德表示，“公平游戏”最重大的失败来自于联邦调查局破獲了“白雪公主行動”。由于美国国税局拒绝恢复教会的免税地位，该教会组织了对136个政府机构的非法渗透。随后，联邦调查局的突袭行动发现了数百份详细记录教会犯罪活动的文件，数十名教会高级官员被起诉。
根据林德的说法，大卫·密斯凯维吉声称“公平游戏”幫助山达基教于1993年成功恢复免税地位是不真实的。他說，山達基之所以恢復，正是因為教會在賀伯特死後放棄了針對國稅局的「公平遊戲」，轉而遵循國稅局取得免稅地位的步驟。据林德称，教会从未从联邦调查局的突袭中恢复过来，因为它提供了书面证据来支持批评者的说法。这也是1991年《时代》杂志发表的文章《贪婪与权力的兴盛崇拜》的主要信息来源。

### 无理诉讼
在遭遇联邦调查局突袭之后，林德表示「公平遊戲」策略必须改变。恐吓手段仍在使用，但采取了无理诉讼的形式。林德表示，此举有效地阻止了组织传播批评山达基教的信息，并使公众对联邦调查局突袭期间获取的信息相对不知情。然而，1991年《时代》杂志的文章《贪婪和权力的兴盛崇拜》以及随后的诉讼结束了这一秘密。在山达基教会起诉《时代》杂志诽谤的前一年，该教会通过起诉邪教认知网络成功使该组织破產關閉。 
然而，与“邪教认知网络”不同的是，时代华纳公司拥有资源来为自己辩护，并且拥有早先联邦调查局突袭行动中获得的文件。时代华纳成功证明，山达基教的诉讼本质上是无理取闹的，其目的是从经济上壓榨批评者，迫使他们屈服，而不是解决任何实际争端。此外，调查过程允许传唤教会文件，从而揭露教会的诉讼政策。结果，教会败诉給了时代华纳。时代华纳诉讼案之后，法院对教会提起的诉讼開始較少理會，因为教会滥用法律制度的行为已有据可查。该教会花费了大约七百万美元试图抹黑《时代》杂志的文章，但最终却引起了人们对山达基教的更多关注以及公众对其行为的批评。据林德称，时代华纳的勝訴最终打破了围绕山达基教的“沉默壁垒”。
在随后的十年里，对教会的批评变得更加大胆、更加公开，而且始终是负面的。1990年代初，当互联网还处于起步阶段时，互联网初创企业可能会受到教会诉讼威胁的恐吓。但十年后，这些公司已经成长为拥有资源來自衛的大公司了。他们成功游说通过立法，保护互聯網言論自由，以避免如果败诉給教會需要支付所有費用；以及立法反對針對公眾參與的策略性訴訟，以禁止教会利用诉讼从经济上榨取批评者來迫使他们屈服。
尽管山达基教会继续起诉個人批评者，但被告开始利用证据开示将教会的秘密文件作为证据，使其成为公共记录的一部分，任何人都可以查看。1993年的“国际山达基教会诉菲什曼和格尔茨案”就是一个例子。

## 奖项和慈善工作
2018 年，林德与他人共同创立了“后果基金会”（The Aftermath Foundation），这是一家協助人们脱离山达基教的非营利组织，并为离教的前海洋机构成员提供住房、工作和其他支持:290 : 290 。他是该基金会的董事会成员。 他去世后，董事会一致同意将基金会更名为“邁可·J·林德後果基金会”（The Michael J. Rinder Aftermath Foundation）以纪念他。
林德担任2019年和2020年节目《莉亚·雷米尼：山达基与后果》的联合执行制片人，该节目获得艾美奖提名，并荣获2020 年艾美奖杰出主持非虚构类系列或特别节目奖.
2019年，美国儿童权利组织（CHILD USA）向林德和莉亚·雷米尼颁发了芭芭拉·布莱恩开拓者奖，以表彰他们“勇敢地公开捍卫正义，为众多山达基教受害者发声” 。林德是 CHILD USA 的董事会成员，他帮助“（通过立法改变）美国许多州的法律，使受害者能够在法庭上争取自己的权利” :290 。

## 个人生活
林德与第一任妻子凯茜有两个孩子，女儿塔琳（Taryn）和儿子本杰明（Benjamin）。1982年，第二个女儿出生后不久就去世了:94 : 94。 2012年，他的伴侣克里斯蒂·金·科尔布兰（Christie King Collbran）生下了他们的儿子。  2013年，林德与克里斯蒂（Christie）结婚，他成为她大儿子的继父。根据他的博客，他最后与妻子、儿子和继子住在佛罗里达州棕榈港 。
2023年6月，林德被宣布患上晚期食道癌。2025年1月5日，他因癌症在棕榈港临终关怀机构去世，享年 69 岁  。特蕾西·麦克马纳斯（Tracey McManus）曾在《坦帕灣時報》（2015-2024）报道山达基教，她表示，林德是“记者的宝贵资源”，并且“随着迈可的去世，世界失去了对这个仍在影响人们生活的秘密组织的认知。但他留下的遗产，将在未来几十年继续在人们理解山达基教方面发挥重要作用。” 

## 書籍
- Rinder, Mike. . Simon and Schuster. 2022. ISBN 9781982185763.